# 唐笠駅
唐笠駅（からかさえき）は、長野県下伊那郡泰阜村唐笠にある、東海旅客鉄道（JR東海）飯田線の駅である。
近くに唐笠港があり、観光シーズンには天竜ライン下りを終えて天竜峡に戻る人々で混雑する。

## 歴史
- 1932年（昭和7年）10月30日：三信鉄道門島 - 天竜峡間開通時に唐笠停留場として開設[1][2][3]。
- 1943年（昭和18年）8月1日：三信鉄道線が飯田線の一部として国有化、鉄道省（後の日本国有鉄道）に移管[2][3]。同時に唐笠駅に昇格[2]。
  - 当時は、東海道本線浜松 - 名古屋間の各駅、飯田線の各駅、中央本線上諏訪 - 塩尻間の各駅と松本駅を発着する旅客のみ利用出来た[2]。
- 1954年（昭和29年）12月1日：東京都区内の各駅と長野駅を発着する旅客も利用可能となる[2]。
- 1971年（昭和46年）
  - 4月1日：旅客取扱区間の制限を廃止[2]。
  - 12月1日：駅員無配置駅となる[4]。
- 1987年（昭和62年）4月1日：国鉄分割民営化により、東海旅客鉄道の駅となる[2][5]。
- 2013年（平成25年）
  - 9月：台風18号の影響により、平岡駅 - 天竜峡駅間は運休となり、バスによる代行輸送となる。
  - 10月10日：天竜峡駅 - 平岡駅間運転再開。

## 駅構造
単式ホーム1面1線を有する地上駅。飯田駅管理の無人駅で駅舎は無いが、目前に天竜ライン下りの舟着場があるので比較的大きな待合所がある。

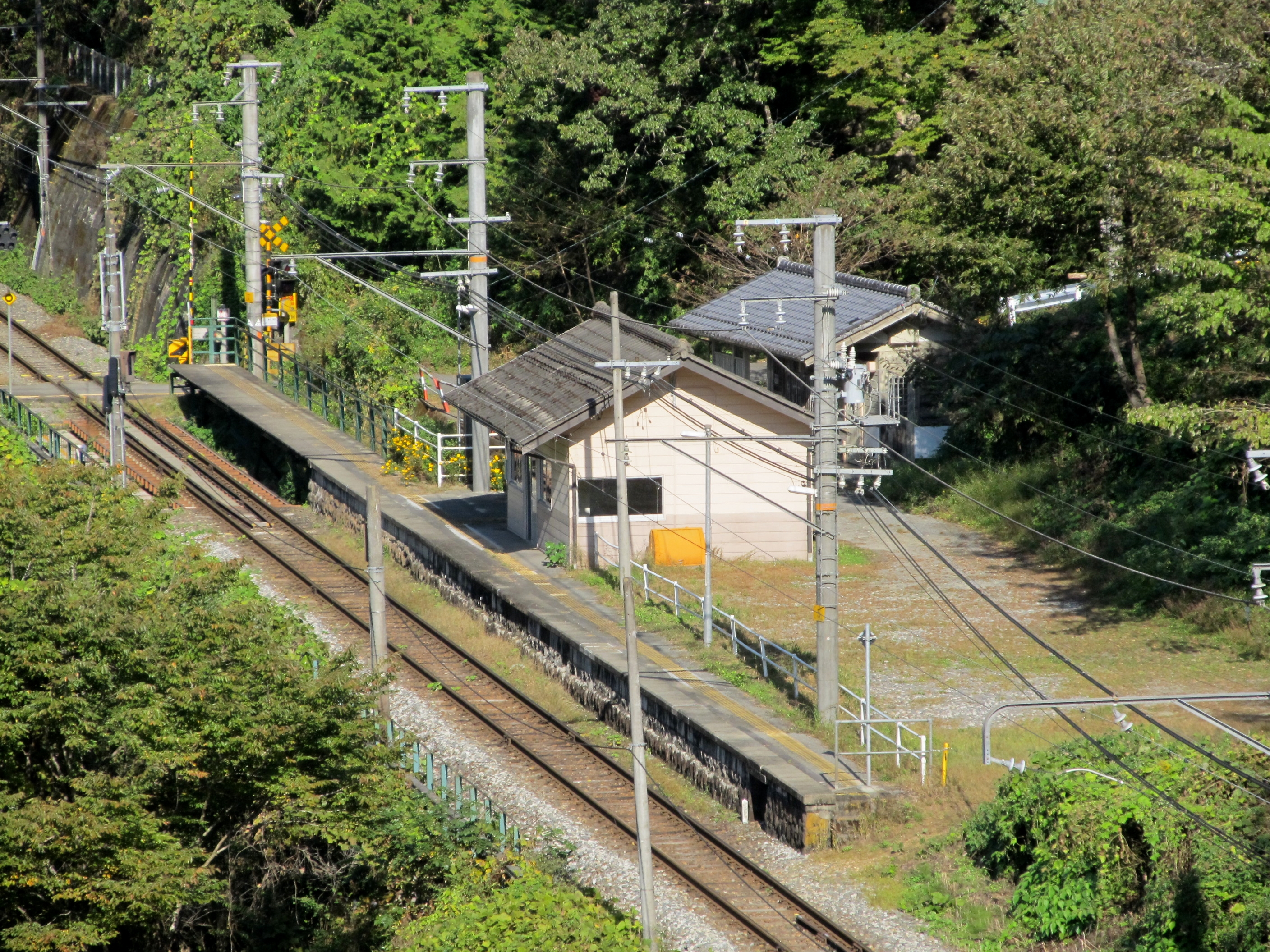
駅全景。ホームに面した建物が待合所。背後の建物は便所。
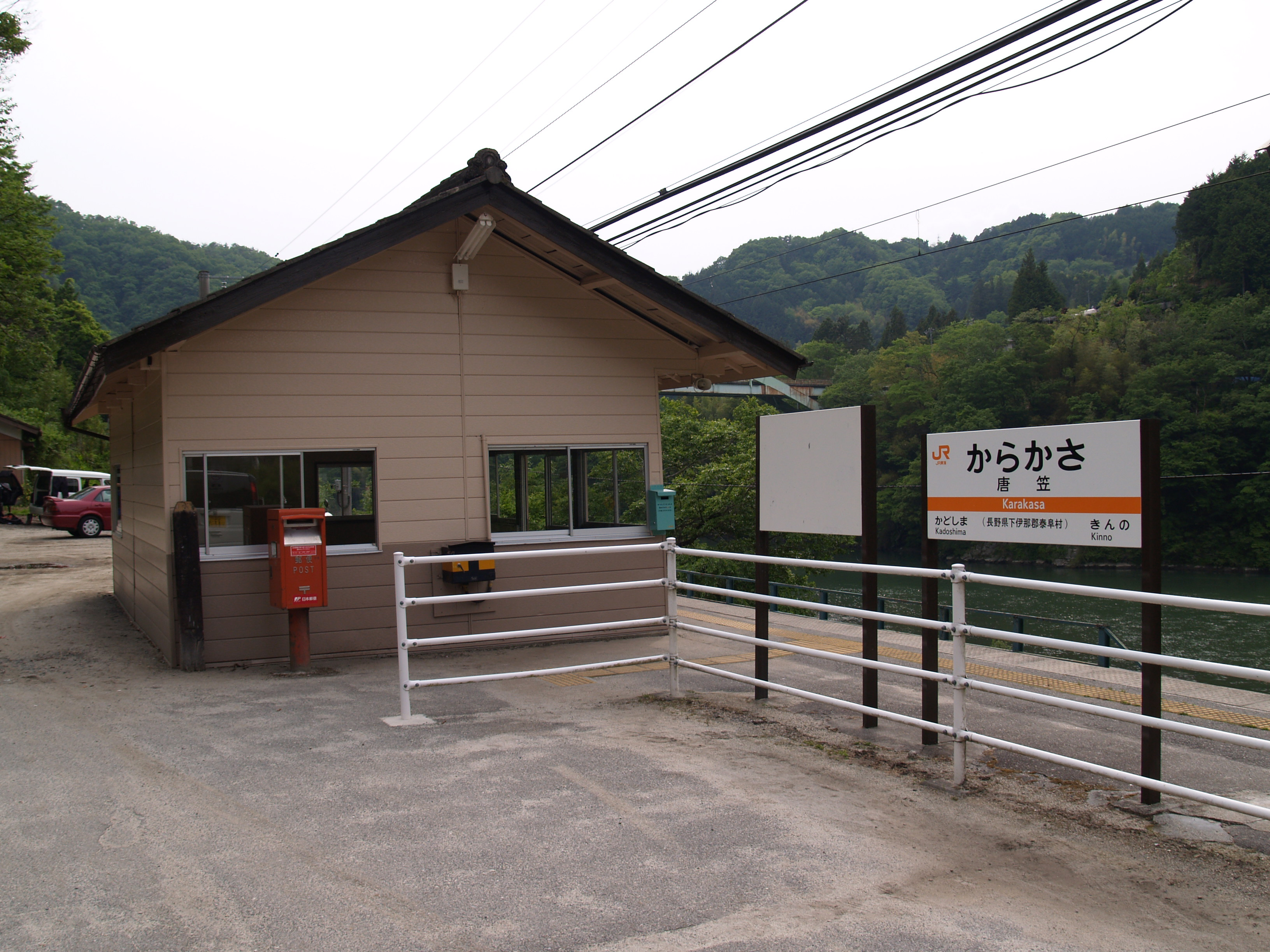
駅出入口

## 利用状況
「長野県統計書」によると、1日平均乗車人員は以下の通り。
- 2007年度 - 48人[1]
- 2009年度 - 57人[1]
- 2010年度 - 62人
- 2011年度 - 51人
- 2012年度 - 36人
- 2013年度 - 24人
- 2014年度 - 18人
- 2015年度 - 19人
- 2016年度 - 18人[6]
- 2017年度 - 14人[7]
- 2018年度 - 11人[8]

## 駅周辺
天竜ライン下りの舟着場である唐笠港への最寄駅（駅より徒歩2分）であり、鉄橋を渡った対岸が下條村である。

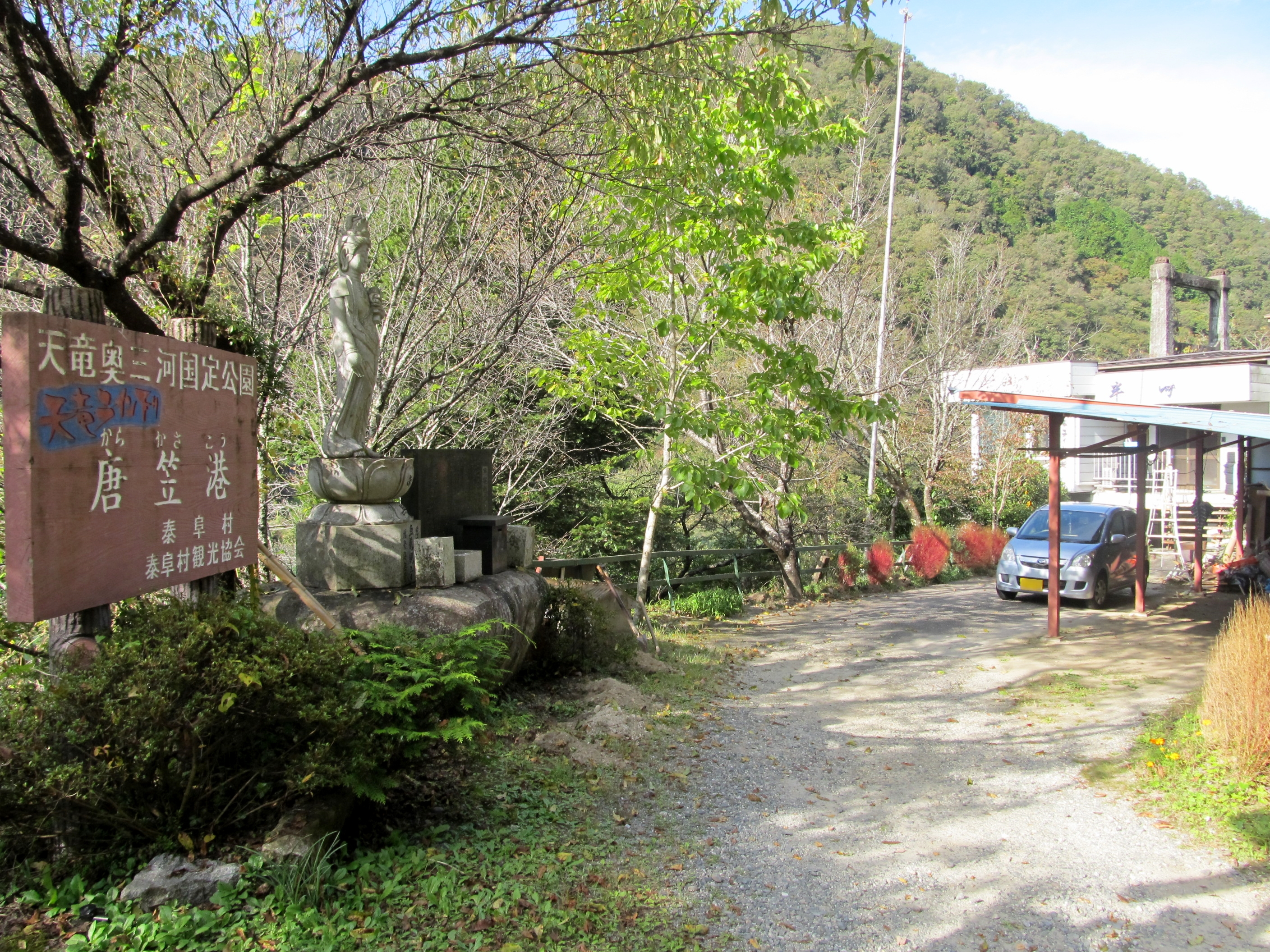
唐笠港

- 天竜川
- 唐笠港
- 長野県道64号天竜公園阿智線

## 隣の駅
東海旅客鉄道（JR東海）
CD 飯田線
■快速（上りのみ運転）・■普通
門島駅 - 唐笠駅 - 金野駅（※） - 千代駅（※） - 天竜峡駅
（※）一部普通列車は金野駅を通過（下り当該列車は千代駅も通過となる）。